# Monique Koeyers-Felida
Monique H. Koeyers-Felida (23 tháng 4 năm 1967 – 15 tháng 8 năm 2016)  là một chính trị gia người Curaçao của Phong trào vì tương lai của Curaçao. Bà là thành viên của Estates of Curaçao từ năm 2010 đến 2015. Bà tập trung vào các vấn đề liên quan đến giáo dục, văn hóa và thể thao.
Trong cuộc bầu cử năm 2012, Koeyers-Felida đã giành được 332 phiếu bầu và được bầu lại. Bị ung thư, bà đã từ chức từ Estates vào tháng 11 năm 2015 và được thay thế bởi Sithree van Heydoorn.
Trước khi đến văn phòng, Koeyers-Felida làm giáo viên và người dẫn chương trình truyền hình.